# Вимберски, Петра
Петра Вимберски (нем. Petra Wimbersky; род. 9 ноября 1982, Мюнхен) — немецкая футболистка, нападающа\. Чемпионка мира 2007 года.

## Клубная карьера
Воспитанница школ клубов «Оттобрунн» и «Унтерхахинг». В 1999 году была принята в академию мюнхенской «Баварии», в 2000 году дебютировала в женской Бундеслиге. С 2002 года выступала за потсдамский клуб «Турбине», с 2006 по 2010 — за «Франкфурт». В 2010 году вернулась в Мюнхен. Первую игру провела 15 октября 2000 против «Зигена» (домашняя победа 4:1). В обоих своих периодах выступлений за «Баварию» провела 25 и 8 игр в Бундеслиге соответственно (2 и 3 гола). Из своих восьми пенальти реализовала семь.

## Карьера в сборной
Дебютировала 6 марта 2001 в матче против сборной Китая в Аугсбурге (победа 1:0). Первый гол забила 30 июня 2001 в Йене в ворота сборной Англии (победа 3:0). Последнюю игру провела 10 марта 2008 в Санто-Антонио против сборной Швеции (победа 2:0). Выиграла титулы чемпионки Европы в 2001 и 2005 годах, чемпионки мира в 2007 году. Бронзовая медалистка Олимпиады-2004. Всего провела 70 игр и забила 16 голов.

## Достижения

### Клубные
«Турбине»
- Чемпионка Германии (2): 2004, 2006
- Обладательница Кубка Германии (2): 2004, 2006
- Победительница Лиги чемпионов: 2005

«Франкфурт»
- Чемпионка Германии (2): 2007, 2008
- Обладательница Кубка Германии (2): 2007, 2008
- Победительница Лиги чемпионов: 2008

«Бавария»
- Обладательница Кубка Германии: 2012
- Обладательница Кубка немецкой лиги: 2011

### В сборной
- Чемпионка Европы среди девушек до 18 лет (2): 2000, 2001
- Чемпионка Европы (2): 2001, 2005
- Чемпионка мира: 2007
- Бронзовый призёр Олимпийских игр: 2004

## Образование
Имеет высшее экономическое образование по специальности «Деловое администрирование», которое получила при обучении под эгидой отделения EADS в Оттобрунне. Учится с 2007 года в Университете прикладных наук Шмалькальдена по специальности «Спортивная экономика» заочно.